# 纳木湖乡
纳木湖乡（藏語：གནམ་མཚོ།，威利转写：gnam mtsho），是中华人民共和国西藏自治区拉萨市当雄县下辖的一个乡镇级行政单位。

## 行政区划
纳木湖乡下辖以下地区：
色德村、纳木湖村、达布村和恰嘎村。